# Bhind
Bhind ist eine Stadt im indischen Bundesstaat Madhya Pradesh. Die Stadt befindet sich im Norden des Bundesstaates nahe der Grenze zu Uttar Pradesh.
Die Stadt ist das Verwaltungszentrum des gleichnamigen Distrikt Bhind. Khargone hat den Status eines Municipal Council. Die Stadt ist in 39 Wards gegliedert.

## Demografie
Die Einwohnerzahl der Stadt liegt laut der Volkszählung von 2011 bei 197.585. Bhind hat ein Geschlechterverhältnis von 875 Frauen pro 1000 Männer und damit einen für Indien üblichen Männerüberschuss. Die Alphabetisierungsrate lag bei 83,0 % im Jahr 2011 und damit deutlich über dem regionalen und nationalen Durchschnitt. Knapp 86 % der Bevölkerung sind Hindus, ca. 7 % sind Jainas, ca. 6 % sind Muslime und ca. 1 % gehören einer anderen oder keiner Religion an. 12,8 % der Bevölkerung sind Kinder unter 6 Jahren.